# Battaglia di Skra-di-Legen
La battaglia di Skra-di-Legen (Skora di Legen) fu una battaglia di due giorni che ebbe luogo nella posizione fortificata di Skra, situata a nord-est del monte Paiko, a nord-ovest di Salonicco, il 29-30 maggio 1918, sul Fronte macedone della prima guerra mondiale. La battaglia fu il primo impiego su larga scala delle truppe greche dell'esercito di difesa nazionale (la Grecia si era unita alla guerra nell'estate 1917) sul fronte e portò alla cattura delle posizioni bulgare pesantemente fortificate.
La forza alleata comprendeva tre divisioni greche del Corpo d'Armata di Difesa Nazionale sotto il tenente generale Emmanouil Zymvrakakis, più una brigata francese. Le tre divisioni greche includevano la Divisione Arcipelago sotto il maggiore generale Dimitrios Ioannou, la Divisione di Creta sotto il maggiore generale Panagiotis Spiliadis e la Divisione Serres sotto il tenente colonnello Epameinondas Zymvrakakis. Il 5º e il 6º Reggimento della Divisione Arcipelago erano al centro, il 7º e l'8º Reggimento della Divisione di Creta erano sul fronte destro e il 1º Reggimento della Divisione Serres era sul fronte sinistro.

## Battaglia
Nella prima mattinata del 29 maggio 1918, l'artiglieria greca fece fuoco sulle posizioni bulgare in preparazione dell'assalto del mattino successivo.
Il 30 maggio 1918, alle 06:30, le forze alleate catturarono Skra dai bulgari, in forte inferiorità numerica. A partire dalla sera dello stesso giorno fino al 31 maggio, l'esercito bulgaro lanciò diversi contrattacchi sulle posizioni detenute dalla Divisione di Creta. Tutti gli attacchi furono respinti e cementarono la vittoria degli Alleati.

Nella battaglia, 441 soldati alleati furono uccisi, 2 227 feriti e 164 dispersi in azione. La Bulgaria subì 600 soldati uccisi e 2045 fatti prigionieri. Furono catturati anche 12 pezzi di artiglieria e 32 mitragliatrici, oltre ad un altro equipaggiamento.

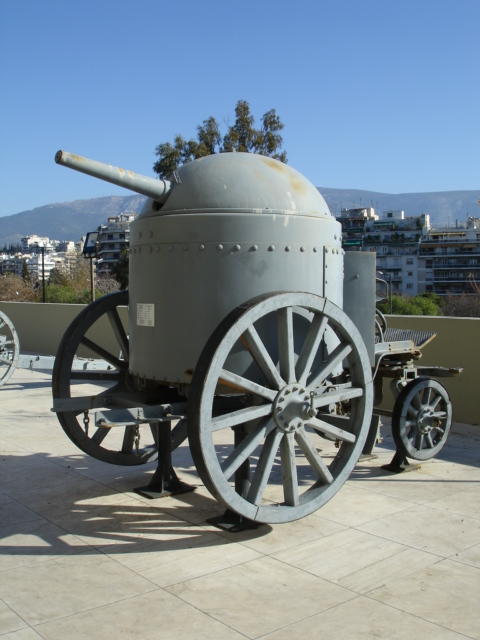
Un cannone bulgaro catturato dagli Alleati a Skra
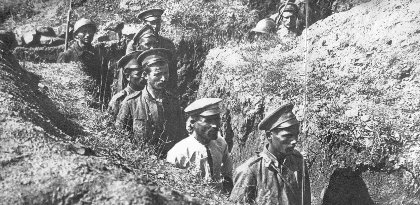
Prigionieri di guerra bulgari
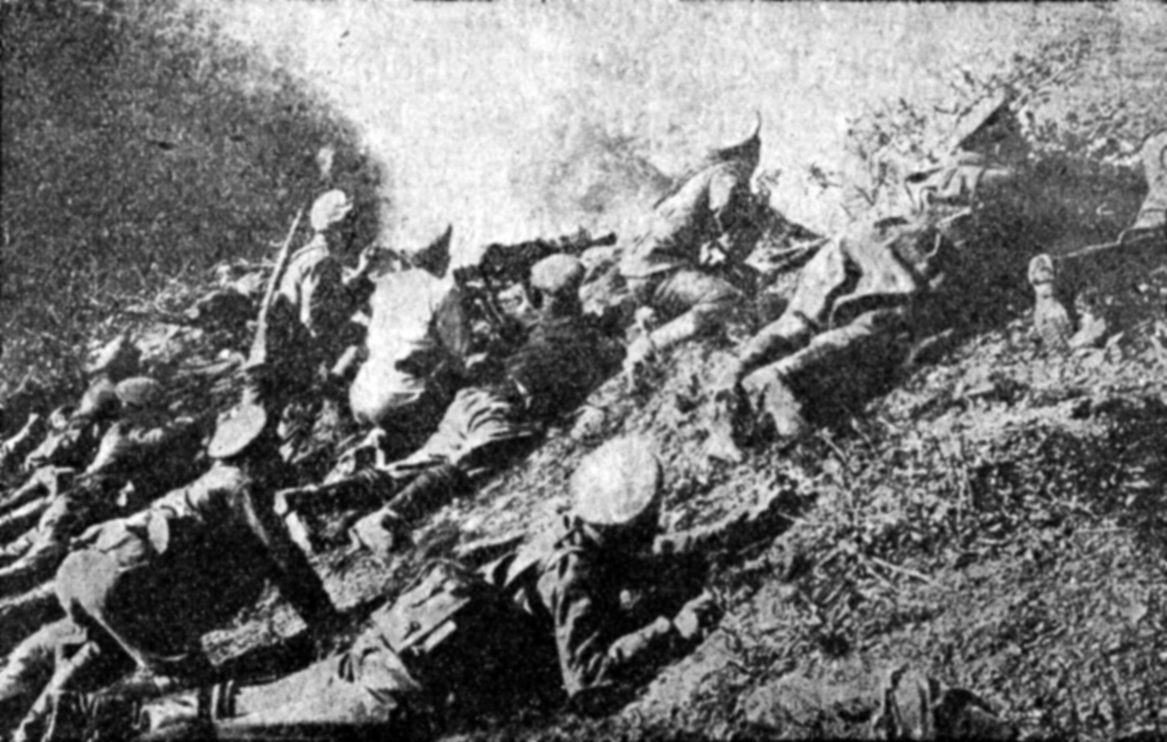
Soldati bulgari durante la battaglia

## Conseguenze
La battaglia fu importante per l'avanzata del fronte macedone, in quanto gli Alleati dopo un anno di falliti attacchi, ruppero finalmente le posizioni bulgare.